# فارست (شهرستان ورنون، ویسکانسین)
فارست (به انگلیسی: Forest) یک منطقهٔ مسکونی در ایالات متحده آمریکا است که در شهرستان ورنن، ویسکانسین واقع شده‌است. فارست ۹۳٫۱ کیلومتر مربع مساحت و ۵۸۳ نفر جمعیت دارد و ۳۰۰ متر بالاتر از سطح دریا واقع شده‌است.